# Osterøy
 Ikke at forveksle med Osterøy (ø).
Osterøy er en kommune i Vestland fylke i Norge. Osterøy kommune ligger på øen Osterøy, som er delt mellem kommunerne Osterøy og Vaksdal.
Byer i Osterøy kommune er Lonevåg, som er kommunecenter, Haus, Valestrandsfossen, Hamre, Fotlandsvåg, Tyssebotnen, Bruvik, Hjellvik og Hosanger. Osterøy kommune har både bro- (Osterøybroen) og færgeforbindelse (Valestrandsfossen-Breistein) med Bergen kommune. Det er 12 folkeskoler og én ungdomsskole i kommunen.
Osterøy har i dag en del alsidig og livskraftig småindustri indenfor mekanisk, møbel-, garveri- tekstil- og næringsmiddelindustri. Fiskeopdræt/-forædling er også et vigtigt erhverv. Landbrug beskæftiger omkring 300 mennesker, og tømrerfaget står også i høj kurs på Osterøy. Kommunen har i en årrække haft store underskud i budgetterne, og i 2005 blev kommunen sat under administration af Hordaland fylkeskommune.

## Kommunesammenlægningen i 1964
Ved kommunesammenlægningen i 1964 blev dele af de tidligere kommuner Hamre, Haus, Hosanger og Vaksdal slået sammen til Osterøy kommune. Den nye fastlandskommune Vaksdal skulle alligevel have et areal på Osterøy (74 km²). I de gamle kommuner var administrationen delvis på «Osterøysiden» og delvis på «fastlandet». Hosanger kommune holdt til i et nybygget kommunehus i Mjøsdalen, mens Hamre kommune i Hamre og Bruvik kommune havde
administrationen i Dale. Haus kommune havde sin administration i Indre Arna.
I den første tid var administrationen i Osterøy kommune delt, men efter intense forhandlinger blev det til slut vedtaget, at Lonevåg skulle være kommunecenter, og i 1978 stod Osterøy rådhus færdigt, og administrationen blev samlet dér.